# Excusa absolutoria
La excusa absolutoria es una figura que contempla el ordenamiento jurídico que determina la exclusión de la pena ante un comportamiento antijurídico y culpable, por motivos de política criminal.
La excusa absolutoria se considera una condición personal del sujeto que hace desaparecer ex lege la necesidad de sancionar. Por ser una condición personal, no puede extenderse a otros intervinientes en quienes no concurra esa condición y no tiene que ser abarcada por el dolo. Diversas sentencias del Tribunal Supremo de España estiman que dicha condición ha de ser concurrente en el momento del hecho.
Pertenece al ámbito de la punibilidad y la consecuencia de su estimación es que se deja de castigar una conducta a pesar de que ésta se haya calificado como típicamente antijurídica, y se haya imputado a un sujeto concreto. Son casos en los que el legislador, por razones distintas a la antijuridicidad y la culpabilidad, decide no imponer la consecuencia lógica que sería la pena.
El magistrado del Tribunal Supremo de España José H. Moyna exponía en una sentencia en 1986, que bajo este concepto se comprenden: "un conjunto de circunstancias de dudosa y controvertida naturaleza jurídica que, colocadas junto al delito a que afectan, son de difícil clasificación, pero, prescindiendo de hacer un ensayo clasificatorio, la «propia» excusa absolutoria debe su origen a razones de política criminal que aconsejan dejar sin punición determinados hechos delictivos no obstante estar presentes en ellos las notas de antijuridicidad tipificada y culpabilidad...".

## Regulación en España

### Artículo 268 del Código Penal: Determinados delitos entre familiares
La principal excusa absolutoria establecida en el Derecho español es la que exime de responsabilidad criminal a los cónyuges, ascendientes, descendientes y hermanos en los delitos patrimoniales que se causaren entre sí, siempre que no concurra violencia.

### Delito con la Hacienda Pública
Ha tenido también gran importancia la excusa absolutoria contemplada en los delitos contra la Hacienda Pública y la Seguridad Social. Hasta la reforma introducida por la Ley Orgánica 7/2012, quedaba exento de responsabilidad penal el que regularizase su situación tributaria antes de que se le hubiera notificado por la Administración la iniciación de actuaciones de comprobación tendentes a la determinación de las deudas tributarias objeto de regularización, o antes de que el Ministerio Fiscal o el representante procesal de la Administración interpusiese querella o denuncia dirigida contra él, o bien se realicen por el Juzgado actuaciones de iniciación de diligencias de las que tenga conocimiento. A partir de cualquiera los momentos referidos, el pago o en general la regularización voluntaria se consideraba como atenuante de su responsabilidad, en la medida que suponía la reparación del daño causado, pero no un eximente. Por el contrario, si la regularización se realizaba antes de esos momentos tenía la consideración de excusa absolutoria. 
La reforma de la Ley Orgánica 7/2012 supuso una nueva configuración legal de la regularización tributaria y espontánea en este delito que conlleva que el ilícito no ha llegado a cometerse, si se regulariza en las condiciones fijadas.